# Jean Joseph Auguste Bottée de Toulmont
Jean Joseph Auguste Bottée de Toulmont (1764-1816) fue un ingeniero, inventor, profesor, militar, escritor y comisario de Francia.

## Biografía
Toulmont nació en Laon en 6 de marzo de 1764, de una familia originaria de Picardía, con una primera mención en 1235, teniendo el monasterio de Biachi  parte de  la fundación de FURSAEUS BOTTÉE, según la <<Gallia Christiana in provincias ecclesiasticas distributa>>, París, 1744-1877, diócesis de Amiens, Tomo X., hijo de Nicolas Claude Bottée de Toulmon (1732-1812), consejero del rey, comisario de guerra, y de la misma familia que Claude Bottée de Bouffrée, capitán de un regimiento real de la La Férée, quien publicó <<Etudes militaires contenat l'exercise d'infanterie>>, París, 1750, 2 vols., in-12º.
Toulmont fue administrador general de la pólvora y el salitre, y en 1785 fue admitido en la Escuela Práctica de Essonne, y después de diversos empleos realizados en Orleans, Besançon y Clermont-Ferrand, se encuentra en 1789 como comisario en Saint-Chamas, y en la época de la República sirvió como ayudante de campo.
Toultmont, en 1812, tuvo el cargo, por el ministerio de guerra, de la instrucción de la Escuela Politécnica para la pólvora, con el título de oficial superior de los servicios públicos, y durante la campaña de Francia, ejecutó un proyecto concebido por Napoleón Bonaparte, de establecer un polvorín en Maromme, cerca de Rouen, pero la caída del Imperio Napoleónico le impidió finalizar el proyecto.
Toultmont, de un carácter emprendedor y de una imaginación viva, inventó diversos instrumentos del arte de fabricar el salitre y la pólvora, como una <<probeta hidrostática>> para determinar la fuerza explosiva de la pólvora, dejando diversas obras escritas de la pólvora, el salitre y el cañón.

## Obras
- Observations sur les salpetres et poudres, 1797.
- Recueilde planches relatives a l'art de fabriquer la poudre a canon, 1811.
- L'Art du salpetrier, París, Impr. Leblanc, 1813.
- Traite de l'art de fabriquer la poudre a canon,...., París, 1816.